# 荒子村
荒子村（あらこむら）は、かつて愛知県愛知郡にあった村。
現在の名古屋市中川区南部に該当するが、一部は中村区に属している、庄内川、荒子川流域に該当する。
村名の荒子は、かつては「あらき」と呼ばれ、荒田圃（開墾してまもない田）のことという。
前田利家生誕地である。

## 沿革
- 平安時代、この地には伊勢神宮の御厨（一楊御厨）が存在した。
- 江戸時代末期、この地域は尾張藩領、今尾藩領であった。
- 1889年（明治22年）10月1日 -
  - 荒子村と高畑村が合併し、荒子村となる。
  - 横井村、野田村、打出村、中郷村が合併し、御厨村となる。
  - 法花村、中島新田、東起村、中須村、大蟷螂村が合併し、一柳村となる。
- 1901年（明治34年） - 御厨村と一柳村とで境界変更。 一柳村の一部（大字中須、大字大蟷螂）が御厨村に編入される。
- 1906年（明治39年）5月10日 - 荒子村、御厨村、一柳村が合併し、荒子村となる。
- 1921年（大正10年）8月22日 - 名古屋市に編入され、名古屋市南区の一部となる。
- 1937年（昭和12年）10月1日 - 名古屋市が10区制実施。南区から熱田区・中川区・港区・昭和区（一部）が分区。旧・荒子村は中川区の一部となる。

## 学校
- 荒子村立荒子尋常高等小学校　（現・名古屋市立荒子小学校）

## 神社・仏閣
- 富士天満宮
- 荒子観音（浄海山圓龍院観音寺）

## 史跡
- 荒子城址（前田利家生誕地）